# HD DVD

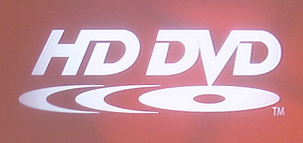
Logo HD DVD

HD DVD (z ang. High Definition DVD) – format zapisu optycznego danych, opracowany przez firmy Toshiba, NEC i Memory-Tech zrzeszone w organizację AOSRA. Podobny do płyt DVD, jednak znacznie bardziej pojemny, gdyż dzięki zastosowaniu niebieskiego lasera udało się znacznie zwiększyć gęstość upakowania danych.

## Dane techniczne
- Średnica: 120 mm
- Grubość: 1,2 mm
- Pojemność nośników HD DVD:
  - HD DVD-ROM (tylko do odczytu):

15 GB (jednostronny jednowarstwowy)
30 GB (jednostronny dwuwarstwowy)
30 GB (dwustronny jednowarstwowy)
51 GB (jednostronny trójwarstwowy) (zatwierdzony we wrześniu 2007)
60 GB (dwustronny dwuwarstwowy) (zatwierdzony we wrześniu 2007)
- - HD DVD-R (jednokrotny zapis):

15 GB (jednostronny jednowarstwowy)
30 GB (dwustronny jednowarstwowy)
- - HD DVD-RW (HD DVD-ReWritable, wielokrotny zapis):

20 GB (jednostronny jednowarstwowy)
32 GB (jednostronny dwuwarstwowy)
40 GB (dwustronny jednowarstwowy)
- Długość fali światła lasera: 405 nm
- Odległość między ścieżkami: 0,24 μm
- Minimalna długość pitu: 0,34 μm

## Opis
Podczas gdy czytniki DVD korzystają z czerwonego lasera, w napędach HD DVD laser ma kolor purpurowy. Podstawową różnicą pomiędzy tymi laserami jest długość fali – czerwony ma 650 nanometrów, podczas gdy "niebieski laser" tylko 405 nm. Pozwala to na zmniejszenie rozmiaru pitów, a co za tym idzie daje to możliwość gęstszego zapisywania danych na nośniku.

## Wojna formatów
Nośnik HD DVD był konkurencją dla Blu-raya. Pomimo gorszych parametrów posiadał pewną zaletę – pierwsza warstwa nośnika mogła być identyczna z warstwą standardowej płyty DVD. Zapewniało to kompatybilność z odtwarzaczem DVD na poziomie pierwszej warstwy. HD DVD był dzięki temu dobrym nośnikiem do dystrybucji filmów. Na warstwie o pojemności 15 GB można było zapisać film w rozdzielczości HDTV, a na warstwie o pojemności 4,7 GB ten sam film w gorszej jakości. Film mogli obejrzeć zarówno posiadacze nowych odtwarzaczy HD DVD jak i starszych DVD, tylko że z różną jakością. Microsoft Windows Vista obsługuje technologię pamięci masowej HD DVD. Niekorzystne dla HD DVD było jednak to, że największa amerykańska wytwórnia filmów Warner Bros w styczniu 2008 na targach w Las Vegas poparła konkurencyjny standard Blu-ray.
16 lutego 2008 roku NHK i Reuters podały, że Toshiba planuje wstrzymanie produkcji HD DVD. Firma będzie w dalszym ciągu sprzedawać urządzenia, ale nie będzie inwestować w projektowanie ich nowych modeli.
19 lutego 2008 prezes firmy Toshiba, Atsutoshi Nishida, ogłosił podczas konferencji prasowej w Tokio oficjalną decyzję swojej firmy o wycofaniu się z wszelkich prac związanych z technologią HD DVD.
Tego samego dnia po ogłoszeniu zaprzestania prac nad HD DVD, wytwórnia filmowa Universal Studios ogłosiła przejście na format BD.
Podobnie Microsoft zrezygnował ze wsparcia formatu HD DVD przez zaprzestanie produkcji czytników do konsoli Xbox 360. Oznacza to definitywną przegraną formatu na rzecz konkurencyjnego Blu-ray.

## Kontrowersje związane z zabezpieczeniami
Zasugerowano, aby ta sekcja została przeniesiona do artykułu 09 F9 11 02 9D 74 E3 5B D8 41 56 C5 63 56 88 C0. (dyskusja)

Flaga wolności słowa, przedstawiająca kolory odpowiadające wartościom RGB kolejnych elementów kodu

Zabezpieczenie HD DVD znane pod nazwą AACS (Advanced Access Content System) zostało złamane przez osobę znaną pod nickiem muslix64. Kod umożliwiający złamanie zabezpieczeń to (w zapisie heksadecymalnym) 09 F9 11 02 9D 74 E3 5B D8 41 56 C5 63 56 88 C0.
W związku z tym, że na początku maja 2007 roku prawnicy AACS wysłali groźby pozwów i żądania zamknięcia stron publikujących kod (był to m.in. serwis Digg), nastąpił bunt internautów, którzy zaczęli ujawniać kod wszędzie „gdzie się da”, zamieszczając go w komentarzach na stronach, na swoich blogach, a nawet na koszulkach i w piosenkach oraz teledyskach. W ciągu jednego dnia wynik wyszukiwania w Google dla podanego hasła (09 F9…) wzrósł o 1 000 000 stron – jest to przykład efektu Streisand. Założyciel Digga podjął decyzję, aby nie usuwać postów z kodem, choćby miało to doprowadzić do likwidacji serwisu.
Kod pojawił się na kanale amerykańskiej stacji telewizyjnej Current TV, gdzie go wyświetlono oraz zaprezentowano piosenki przedstawiające 16-bajtowy ciąg.
Sprawa bywa uważana za przykład cenzury internetu, a dopuszczenie możliwości istnienia „zakazanej” liczby za absurdalne. Powstała flaga, która została nazwana flagą wolności słowa, przedstawiającą kolory odpowiadające wartościom poszczególnych liczb kodu (po trzy pary na kolor) oraz „nadmiarowe” znaki C0 na ostatnim pasie.